# ラジークイーン
ラジークイーン (RAZZY QUEEN) は、WAHAHA商店（WAHAHA本舗の営業セクション）に所属していた日本のお笑いユニット。最少時は2人組、最多時は4人組。通算で6名が在籍した。

## 歴代メンバー
加入順、および加入が同タイミングの場合は脱退順に記載。
よしえ・つねお（1972年8月2日 -）
群馬県前橋市出身。本名は吉江 常雄（読み同じ）、プロレスラーの吉江豊を弟に持つ。
ニックネームは「よしえママ」。
2005年6月の結成から参加、リーダーを務めた。2008年8月に脱退し、WAHAHA商店を退所。脱退時に芸名から中黒を取り「よしえつねお」に改めた。その後はものまね芸人や西口プロレスのほか、2015年からは佐々木孫悟空とのユニット「ウンコチンコ」としても活動。
あららナカジー（1971年8月5日 -）
詳細はリンク先記事を参照。
ニックネームは「ナカジー」「アツコ」。
2005年6月の結成から参加、よしえ脱退から原田加入までリーダー。2011年3月に脱退、芸人も引退。
当初の芸名は「ナカジー13世」。2009年10月「あららナカジー」に改名。
チェリー吉武（チェリーよしたけ、1980年10月13日 -）
詳細はリンク先記事を参照。
ニックネームは「チェリー」。
2005年6月の結成から参加、2013年3月に脱退。脱退後はピン芸人として活動。
当初の芸名は「桜・竹吉」（チェリー・たけよし）。2009年10月より「フンガー吉武」、その後2013年までに「チェリー吉武」に改名。
美妻 隆盛（みつま たかもり、1969年5月1日 -）
詳細はリンク先記事を参照。
ニックネームは「ミッチー」「みつママ」。
「みつまJAPAN'」の芸名でピン芸人として活動していたところ、2008年9月ごろより仮加入、2009年1月には芸名を「美妻隆盛」に改め正式加入するが、8月に脱退。
原田 豪紀（はらだ ごうき、1977年7月10日 -）
東京都出身。
ニックネームは当初「ビバリー」、のち「マンボー」。
元「外苑警備隊」で、並行して西口プロレスでも活動。相方のKIDとともに2010年1月加入、加入当初よりリーダー。2018年1月の解散まで在籍。
解散後はピン芸人として活動し、2020年より斤神ヤジリン率いるニューウォッチプロダクションに所属。
KID（キッド、1977年11月24日 -）
東京都渋谷区出身、本名は小倉 孝法（おぐら たかのり）。
ニックネームは「レイチェル」。
元「外苑警備隊」で、並行して西口プロレスでも活動。相方の原田とともに2010年1月加入、2018年1月の解散まで在籍。
解散後は林田竜次とのコンビ「ビフテキ」として東京演芸協会に所属するほか、ピン芸人としてWAHAHA本舗にも引き続き在籍する。
実家は代々木駅近く、千駄ヶ谷の食堂「ありす」。「後継ぎに悩む食堂の夫婦と、なかなか芽が出ない芸人の息子」として2015年から2020年まで6度にわたってnews every.の密着取材を受け、2022年には単発特番で取り上げられた。

## 概要
ユニット名はゴールデンラズベリー賞（通称：ラジー賞）から採られた。
メンバー全員がドラァグクイーンの姿で、場末のゲイバーを彷彿とさせるオカマショーを行う芸風であった。

## 来歴
2005年6月にオリジナルメンバー3名により結成、2006年2月からWAHAHA商店に所属した。
2008年夏によしえが脱退し、新メンバー候補を模索。代役としてジジ・ぶぅやしんご☆くん（現・楽しんご）を加えた構成で数度活動した後、美妻が秋ごろから仮加入・2009年1月に正式加入するが、8月に脱退。
ナカジーと吉武の2人組でしばらく活動ののち、2010年から「外苑警備隊」のKID・原田が加入し4人組となる。
2011年3月にナカジーが引退、2013年3月に吉武がピン芸人になるため脱退。この時点でオリジナルメンバーが不在となり、実質的に「外苑警備隊」が別名義で活動している状態となった。
2016年11月、「てぶくろ」と2組4名のユニット、「ビフテキ」を結成。「ビフテキ」は2017年4月の第2回単独ライブまでに原田が脱退、2017年6月に小高山が引退し、KIDと林田のコンビとなる。
KIDが林田と「ビフテキ」を、原田と「ラジークイーン」を掛け持ちする状態がしばらく続いたが、2018年1月に「ラジークイーン」を解散。ともに芸人は続けるが、KIDのみWAHAHA本舗に残り、原田は退所した。

## 出演

### テレビ
- 学問DEススメ（群馬テレビ、2012年4月 - 12月）

### ラジオ
- コラ＋なな（エフエム浦安、2012年4月 - 6月）